# Cheng Yu-Chi
Cheng Yu-Chi (鄭宇棋S, Cheng Yu-ChiP; ...) è un astronomo taiwanese.
Ottenuto il dottorato all'Università centrale nazionale, ha condotto il post-dottorato presso il centro per l'astronomia e la gravità dell'Università nazionale normale di Taiwan. Ha anche collaborato con l'Osservatorio di Parigi.
Il Minor Planet Center gli accredita la scoperta dell'asteroide 305238 Maxuehui effettuata il 15 dicembre 2007.